# Eric Gordon
Eric Ambrose Gordon Jr. (* 25. Dezember 1988 in Indianapolis, Indiana) ist ein US-amerikanisch-bahamaischer Basketballspieler, der bei den Philadelphia 76ers unter Vertrag steht. Der 1,93 Meter große und ca. 100 kg schwere Shooting Guard wurde an siebter Stelle des NBA-Drafts 2008 von den Los Angeles Clippers ausgewählt.

## Karriere
Im November 2005 gab Gordon der Basketballmannschaft der University of Illinois und deren Trainer Bruce Weber seine Zusage. Als jedoch mit Jeff Meyer, ein Freund der Familie Gordon, zum Assistenztrainer der Indiana University ernannt wurde, änderte Gordon seine Meinung und spielte von 2007 bis 2008 für die Indiana University. Dabei erzielte er durchschnittlich 20,9 Punkte, 3,3 Rebounds, 2,4 Assists und verwandelte 33,7 % seiner Dreipunktwürfe.
Beim NBA-Draft 2008 wurde er dann von den Los Angeles Clippers an siebter Stelle ausgewählt. Im Januar 2009 wurde er zum Rookie des Monats der Western Conference ernannt. Bei den Clippers entwickelte sich Gordon schnell zum Leistungsträger, der in seinem ersten Jahr 16,1 Punkte im Schnitt erzielte und 39 % seiner Dreipunktwürfe traf, was ihm zum Saisonende eine Berufung in das NBA All-Rookie Second Team einbrachte. In seinem NBA-dritten Jahr erzielte er 22,3 Punkte im Schnitt und verteilt 4,4 Assists im Schnitt, was für ihn den Durchbruch bedeutete. Allerdings hatte er zunehmend mit Verletzungen zu kämpfen.
Vor Beginn der Saison 2011/12 wurde er zusammen mit Chris Kaman und Al-Farouq Aminu von den Clippers zu den New Orleans Hornets transferiert. Im Gegenzug erhielten die Clippers den mehrfachen Allstar Chris Paul. Für die Hornets bestritt Gordon aufgrund einer Verletzung nur einige Spiele, seine Mannschaft zählte während der Saison zu den schlechtesten Vertretern der Western Conference. Sein Vertrag endete 2012, und Gordon erhielt einen Maximalvertrag über vier Jahre und 58 Millionen US-Dollar von den Phoenix Suns angeboten, doch die Hornets entschieden sich, mit dem Angebot gleichzuziehen. Somit bleibt Gordon für weitere vier Jahre in New Orleans. In den folgenden beiden Jahre konnte Gordon aufgrund von Verletzungen an nicht mehr als 50 der möglichen 160 Spiele teilnehmen.
Mit der Saison 2013/14 wirkte er erstmals seit seiner Zeit in Los Angeles an mehr als 60 Spielen mit. Dabei konnte er selten an seine früheren Leistungen anknüpfen. So erzielte er in der Saison 2014/15 mit 13,4 Punkten im Schnitt den bis dahin niedrigsten Wert seiner NBA-Zeit. Doch die Pelicans zogen in die Playoffs ein, was Gordon zuvor noch nie gelungen war. In der Serie gegen die Golden State Warriors überzeugte Gordon als einer der wenigen Spieler und erzielte in vier Spielen 18,5 Punkte im Schnitt. Die Pelicans schieden jedoch sieglos mit 0:4 gegen die Kalifornier aus. In der Saison 2015/16 schlug sich Gordon mit einer Verletzung am rechten Finger herum, er kam nur auf 45 Saisonspiele und verpasste mit New Orleans die Playoffteilnahme.
Im Sommer 2016 unterschrieb Gordon einen Vertrag bei den Houston Rockets. Bei den Texanern wurde Gordon zu einem wichtigen Bestandteil des Angriffsspiels und absolvierte nach langer Zeit eine verletzungsfreie Saison. Er kam er dabei als wichtigster Spieler von der Bank aus ins Spiel und erzielte in 75 Begegnungen einen Mittelwert von 16,2 Punkten. Er erreichte mit seiner Mannschaft in den NBA-Playoffs das Conference-Halbfinale, wo man den San Antonio Spurs unterlag. Gordon wurde am Ende der Saison für seine guten Leistungen mit NBA Sixth Man of the Year Award als bester Bankspieler der Saison ausgezeichnet.
In der Saison 2017/18 führte Gordon erneut mit 18 Punkten im Schnitt als bester Einwechselspieler an. Mit den Rockets erreichte er das Conferencefinale, wo man dem späteren Meister Golden State Warriors unterlag. Im Februar 2023 ging seine Zeit in Texas zu Ende, Gordon wurde im Rahmen eines Tauschhandels an die Los Angeles Clippers abgegeben, die 2008 sein erster NBA-Verein waren. Ende Juni 2023 wurde die Zusammenarbeit beendet. Kurz darauf wurde Gordon von den Phoenix Suns verpflichtet.
Im Sommer 2024 wechselte er zu den Philadelphia 76ers.

## Erfolge
- NBA Sixth Man of the Year Award: 2017
- NBA All-Rookie Second Team: 2009
- Gewinner des NBA All-Star Weekend Three-Point Shootout: 2017

## Karriere-Statistiken

### NBA

#### Hauptrunde
| Saison  | Team                  | GP  | GS  | MPG  | FG % | 3P % | FT % | RPG | APG | SPG | BPG | PPG  |
| ------- | --------------------- | --- | --- | ---- | ---- | ---- | ---- | --- | --- | --- | --- | ---- |
| 2008–09 | L.A. Clippers         | 78  | 65  | 34.3 | .456 | .389 | .854 | 2.6 | 2.8 | 1.0 | 0.4 | 16.1 |
| 2009–10 | L.A. Clippers         | 62  | 60  | 36.0 | .449 | .371 | .742 | 2.6 | 3.0 | 1.1 | 0.2 | 16.9 |
| 2010–11 | L.A. Clippers         | 56  | 56  | 37.4 | .450 | .364 | .825 | 2.9 | 4.4 | 1.3 | 0.3 | 22.3 |
| 2011–12 | New Orleans           | 9   | 9   | 34.4 | .450 | .250 | .754 | 2.8 | 3.4 | 1.4 | 0.4 | 20.6 |
| 2012–13 | New Orleans           | 42  | 40  | 30.1 | .402 | .324 | .842 | 1.8 | 3.3 | 1.1 | 0.2 | 17.0 |
| 2013–14 | New Orleans           | 64  | 64  | 32.1 | .436 | .391 | .785 | 2.6 | 3.3 | 1.2 | 0.2 | 15.4 |
| 2014–15 | New Orleans           | 61  | 60  | 33.1 | .411 | .448 | .805 | 2.6 | 3.8 | 0.8 | 0.2 | 13.4 |
| 2015–16 | New Orleans           | 45  | 44  | 32.9 | .418 | .384 | .888 | 2.2 | 2.7 | 1.0 | 0.3 | 15.2 |
| 2016–17 | Houston               | 75  | 15  | 31.0 | .406 | .372 | .840 | 2.7 | 2.5 | 0.6 | 0.5 | 16.2 |
| 2017–18 | Houston               | 69  | 30  | 31.2 | .428 | .359 | .809 | 2.5 | 2.2 | 0.6 | 0.4 | 18.0 |
| 2018–19 | Houston               | 68  | 53  | 31.7 | .409 | .360 | .783 | 2.2 | 1.9 | 0.6 | 0.4 | 16.2 |
| 2019–20 | Houston               | 36  | 15  | 28.2 | .369 | .317 | .766 | 2.0 | 1.5 | 0.6 | 0.3 | 14.4 |
| 2020–21 | Houston               | 27  | 13  | 29.2 | .433 | .329 | .825 | 2.1 | 2.6 | 0.5 | 0.5 | 17.8 |
| 2021–22 | Houston               | 57  | 46  | 29.3 | .475 | .412 | .778 | 2.0 | 2.7 | 0.5 | 0.3 | 13.4 |
| 2022–23 | Houston / LA Clippers | 69  | 58  | 28.5 | .446 | .371 | .821 | 1.9 | 2.7 | 0.6 | 0.4 | 12.4 |
| 2023–24 | Phoenix               | 68  | 24  | 27.8 | .443 | .378 | .797 | 1.8 | 2.0 | 1.0 | 0.4 | 11.0 |
| Gesamt  | Gesamt                | 886 | 652 | 31.7 | .430 | .371 | .811 | 2.3 | 2.8 | 0.8 | 0.4 | 15.7 |

#### Play-offs
| Saison  | Team        | GP | GS | MPG  | FG % | 3P % | FT % | RPG | APG | SPG | BPG | PPG  |
| ------- | ----------- | -- | -- | ---- | ---- | ---- | ---- | --- | --- | --- | --- | ---- |
| 2014–15 | New Orleans | 4  | 4  | 35.8 | .444 | .406 | .833 | 2.3 | 3.8 | 0.5 | 0.5 | 18.5 |
| 2016–17 | Houston     | 11 | 2  | 32.5 | .421 | .386 | .722 | 3.9 | 2.0 | 0.7 | 0.5 | 12.9 |
| 2017–18 | Houston     | 17 | 2  | 32.3 | .380 | .331 | .836 | 2.6 | 1.6 | 0.6 | 0.5 | 15.4 |
| 2018–19 | Houston     | 11 | 11 | 37.3 | .447 | .400 | .857 | 2.5 | 1.3 | 0.6 | 1.0 | 17.8 |
| 2019–20 | Houston     | 12 | 12 | 34.2 | .409 | .322 | .875 | 2.7 | 3.0 | 0.8 | 0.6 | 17.3 |
| 2022–23 | LA Clippers | 5  | 5  | 29.8 | .409 | .345 | .833 | 1.4 | 2.6 | 0.6 | 0.4 | 10.2 |
| 2023–24 | Phoenix     | 4  | 0  | 29.5 | .321 | .412 | .875 | 1.8 | 1.3 | 1.3 | 0.5 | 8.0  |
| Gesamt  | Gesamt      | 64 | 36 | 33.4 | .409 | .361 | .838 | 2.7 | 2.1 | 0.7 | 0.6 | 15.1 |